# مورایاما توآن
مورایاما توآن (به ژاپنی: 村山等安 Murayama Tōan) یک قاضی مسیحی ژاپنی اهل ناگویا بود که در بندر ناگازاکی زندگی می‌کرد. او نقش مهمی در مدیریت دوره تجاری نانبان در ناگازاکی داشت و رهبری یک حمله به تایوان را برعهده داشت. مورایاما توآن در سال ۱۶۱۹ برای ایمان مسیحی خود اعدام شد.